# Газі-шах
Газі-шах (1508/1509 — бл. 1567) — 19-й султан Кашміру в 1561—1563 роках. Повне ім'я Мухаммед Газі-шах.

## Життєпис

### Боротьба за владу
Походив з шиїтського клану Чаків. Син впливового політика, багаторазового візира Каджі Чаки (за іншими, менш правдоподібними відомостями Гасан Чака). Отримав ім'я Газі Хан. Замолоду брав участь у кампаніях батька в боротьбі за владу в Кашмірі та проти могольських загарбників.
1555 року разом з Хусейном Чака виступив проти свого родича — візира Даулата Чаку, який насильно оженився на матері Газі. В битві біля Хусайнабаду здобув перемогу, а потім в паргані (області)Пхаг в полон потрапив Даулат, якого Газі наказав осліпити. За цим отримав посаду візира і фактичну владу при номінальному султані Назук-шахі, якого замінив на Ісмаїл-шаха.

### Візир
Навесні 1556 року проти нього змовилися Юсуф і Нусрат з іншого підклану Чаків (нащадки Регі Чаки з сунітів). Але Газі раптово напав на них, знищивши змовників. Тоді підняли повстання Хабіб Чака, Шамс Райна та Мухаммад Магре. В битві біля Зіалдагару візир здолав повсталих.
Невдовзі брати Газі — Шанкар, Бахрам і Фатіх повстали в Сопурі. Проте вони також зазнали поразки, Бахрама було страчено, а інші втекли до Пенджабу. Звідси перебралися до Делі, де почали інтригувати при дворі Великих Моголів проти Газі. 1557 року після смерті Ісмаїл-шаха поставив на трон його сина Хабіб-шаха.
1558 року бунтівний могольський військовик Камал Баян об'єднався з Юсуфом, Даулатом (їм вдалося втекти з полону), Фатіхом і Шанкаром Чаками, пройшов перевал Панч й зміцнився в місті Паттан. В битві неподалік, біля Хаджівери, Газі завдав супротивникові поразки, а з голових загиблих спорудив мінарети.
1560 року могольський падишах Акбар відправив війська на чолі із Кара-Багадуром на допомогу братам Газі — Фатіху і Лохару, що намагалися повалити брата. Втім при спробі вдертися до Кашмірської долини Фатіх і Лохар зрадили моголам, перейшовши на бік Газі. Той в Раджаурі та біля Данаору завдав поразки Кара-Багадуру.
Після цих успіхів зміцнив владу в державі, а 1561 року повалив Хабіб-шаха, оголосивши себе султаном під
ім'ям Газі-шаха, чим заснував власну династію.

### Султан
Вже невдовзі довелося придушувати нове повстання братів Фатіха і Лохара, яких швидко вдалося приборкати. 1562 році відправив війська на чолі з братом Фатіхом і сином Ахмадом, які знову змусили Таші Намг'яла, г'ялпо Ладакху, визнати зверхність кашмірського султана. Але новий похід 1563 року завершився цілковитою поразкою, під час якої загинув Фатіх.
За цим султан, що захворів на проказу, призначив брата Хусейна спадкоємцем, оскільки старшого сина Гайдар Хана наказав стратити за вбивства вуйка Мухаммеда Маліка, а іншому синові — Ахмаду — 
не довіряв після поразки в Ладакху.
Втім невдовзі погиркався з останнім, внаслідок чого оголосив сина Аліманда спадкоємцем. У відповідь Хусейн повстав, повалив брата, осліпив Аліманда й захопив трон. Решту життя Газі провів під почесною варто, померши близько 1567 року.